# Мірабель (Квебек)
Мірабель (фр. Mirabel) — місто в провінції Квебек, Канада, розташований в регіональному муніципалітеті графства Мірабель і області Лаврентіди.
Згідно з даними перепису населення 2006 року в місті проживає 34 626 жителів.
У місті є міжнародний аеропорт Монреаля — Мірабель.
У місті розвивається туристичний проект, названий як Лак-Мірабель. Обсяг інвестицій оцінюється в $ 350 млн і буде створювати 3200 робочих місць. Місто будуть обслуговувати приміські поїзди Бленвіль-Сентт-Жером. Приміські поїзди в Монреаль почали відправлятися зі станції Сент-Жером у понеділок 8 січня 2007, з чотирма поїздами в кожному напрямку, кожен робочий день. Тим не менш, станція Мірабель ще не відкрита, у зв'язку із затримками в перезонуванні сільськогосподарських земель для використання як залізничної станції.

## Історія
Мірабель був сформований шляхом експропріації приватних земель і злиття 8 муніципальних утворень в 1971 році. Колишні муніципалітети (з їх індивідуальними датами заснування в дужках): Сент-Огюстен (1855); Сен-Бенуа (1855); Сент-Єрма (1855); Сент-Жанвье-де-Бленвіль (1855); Сент-Шоластік (1855); Сент-Кану (1857); Сент-Монік (1872), і Сент-Жанвье-де-ла-Круа (1959). Спочатку називався Віллі де Сент-Шоластік і був перейменований на Мірабель у 1973 році, місто було заплановано стати величезним транспортним і промисловим центром для східної частини Канади з міжнародним аеропортом Мірабель в його центрі.
Аеропорт, який відкрився в 1975 році, не став головним центром авіації, у 2004 році аеропорт був закритий для всіх пасажирських перевезень. У 2000 році близько 10 квадратних кілометрів території Мірабель була анексована містом Лашут.

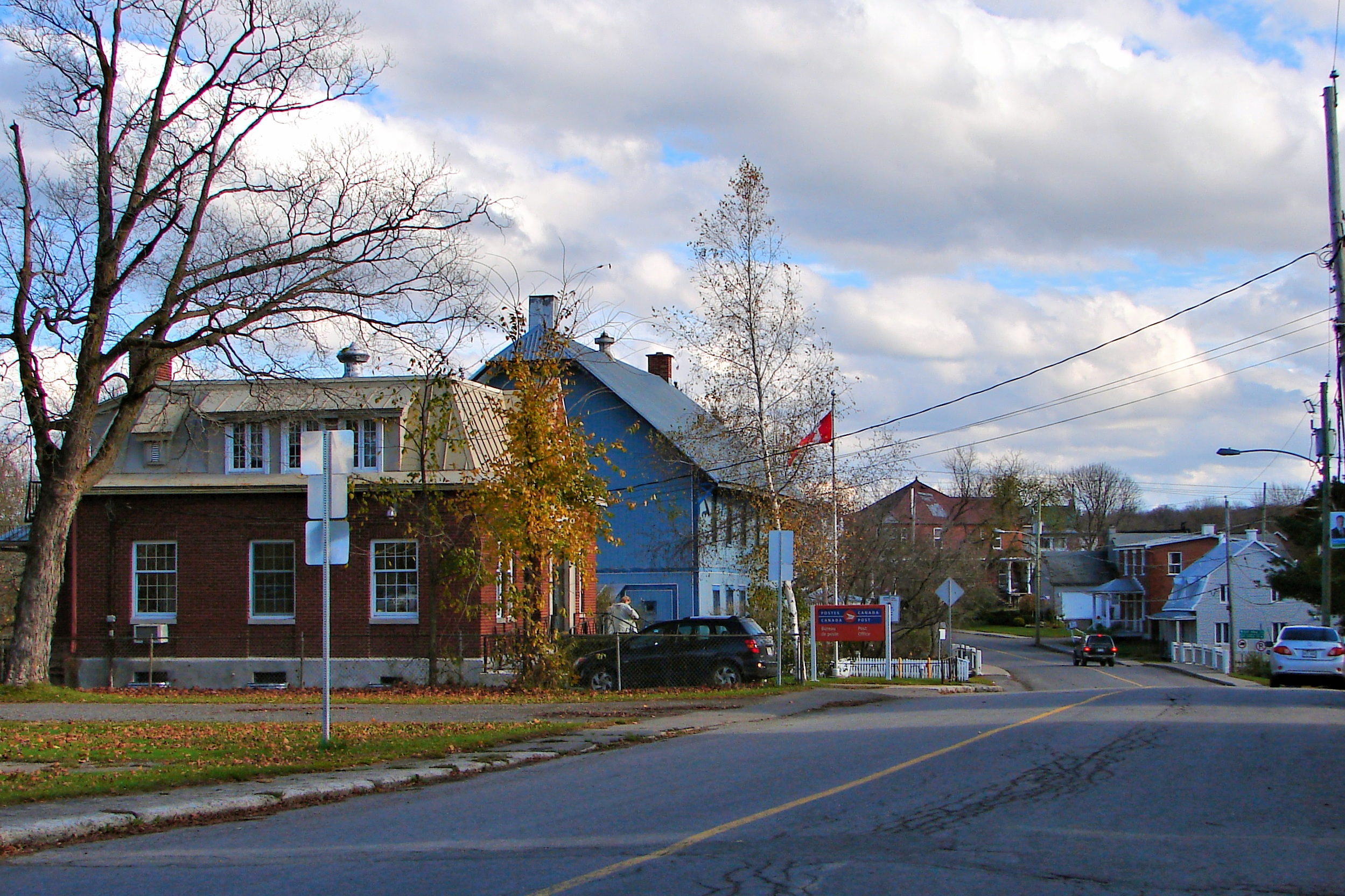
Сент-Шоластік
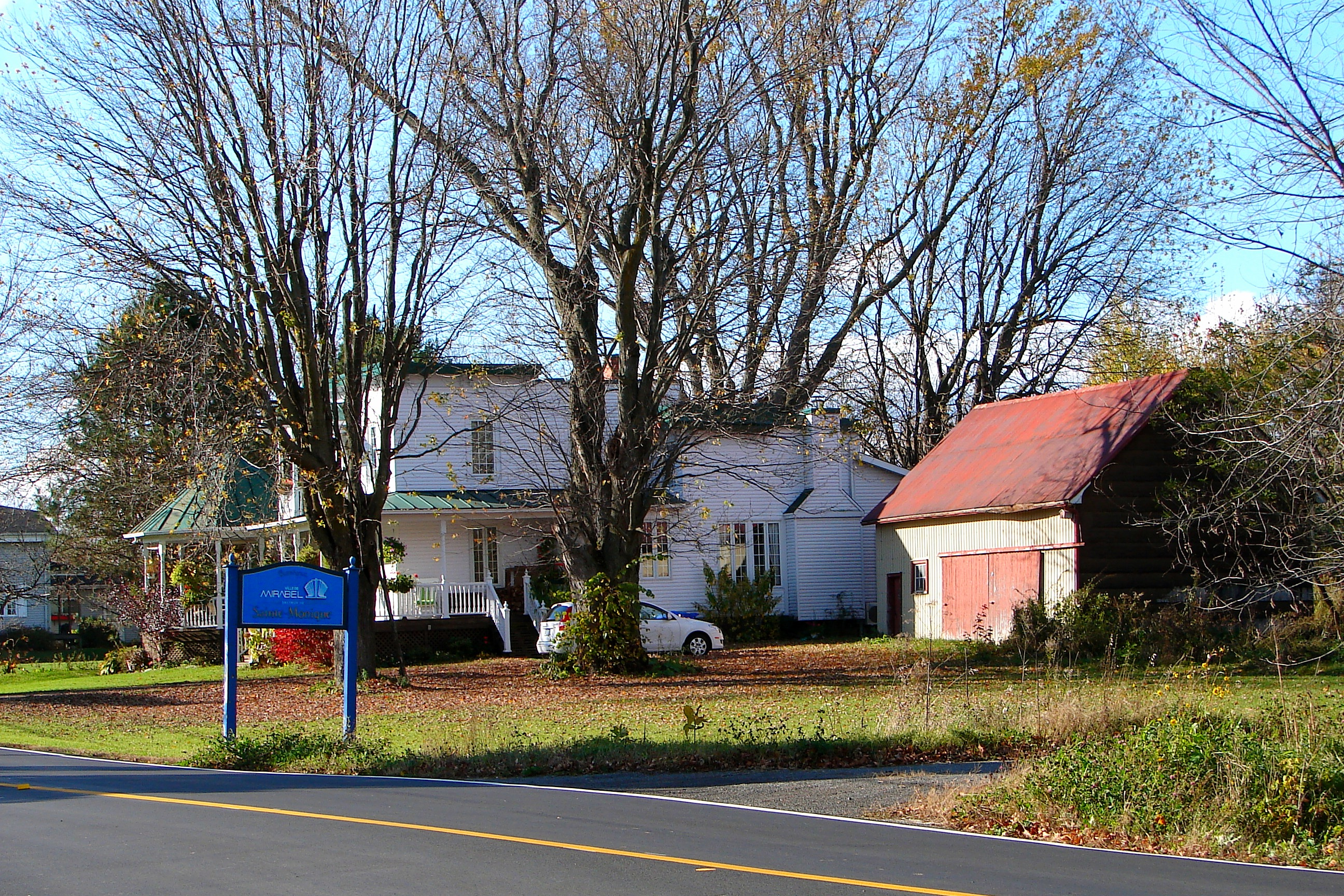
Сент-Монік

## Міста-побратими
- Франція Шалон-ан-Шампань, Франція (2000)